# Apanteles pastranai
Apanteles pastranai är en stekelart som beskrevs av Blanchard 1960. Apanteles pastranai ingår i släktet Apanteles och familjen bracksteklar. Inga underarter finns listade i Catalogue of Life.